# Joonas Suotamo
Joonas Viljami Suotamo (Espoo, 3 ottobre 1986) è un attore ed ex cestista finlandese, noto soprattutto per aver affiancato e poi sostituito Peter Mayhew nel ruolo di Chewbecca, a partire dalla trilogia sequel della saga di Guerre stellari.

## Biografia
Interessato sin da giovanissimo all'arte, al cinema e alla recitazione, Suotamo ha ottenuto il Bachelor of Arts presso l'Università statale della Pennsylvania, nel contempo giocando nella squadra di pallacanestro dell'università, i Nittany Lions, nel ruolo di ala grande e centro.
Ritornato in Finlandia, ha ripreso a giocare in Korisliiga nel Lappeenrannan NMKY, per poi rientrare nel 2010 nella squadra della sua città. Suotamo ha giocato per sette stagioni nelle squadre finlandesi, di cui quattro nella lega maggiore e tre nella seconda divisione. Ha totalizzato tre presenze nella rappresentativa nazionale finlandese e 66 nelle rappresentative minori.
Nel 2014 è stato scelto per affiancare Peter Mayhew, rispetto al quale è però di qualche centimetro più basso, ne Il risveglio della Forza, sostituendolo nelle sequenze di movimento che l'attore britannico non era in grado di girare per i suoi problemi di salute. Mayhew lo ha supervisionato nel successivo Gli ultimi Jedi del 2017, mentre dallo spin-off Solo: A Star Wars Story del 2018 Suotamo interpreta completamente da solo il ruolo del wookiee.
Nel 2025 entra a far parte del cast fisso della seconda stagione della serie televisiva Mercoledì, basato sui personaggi della famiglia Addams, creata nel 1938 da Charles Addams per le sue vignette sul periodico The New Yorker. Nella serie vi interpreta il fedele maggiordomo e chauffeur della famiglia, Lurch.

## Filmografia

### Cinema
- Star Wars - Il risveglio della Forza (Star Wars: Episode VII - The Force Awakens), regia di J.J. Abrams (2015) - Chewbecca
- Star Wars - Gli ultimi Jedi (Star Wars: The Last Jedi), regia di Rian Johnson (2017) - Chewbecca
- Solo: A Star Wars Story, regia di Ron Howard (2018) - Chewbacca
- Star Wars - L'ascesa di Skywalker (Star Wars: The Rise of Skywalker), regia di J.J. Abrams (2019) - Chewbacca

### Televisione
- Willow - serie TV, 4 episodi (2022-2023)
- La seguace (Star Wars: The Acolyte) – serie TV, 5 episodi (2024)
- Mercoledì - serie TV, 4 episodi (2025) - Lurch

### Videogiochi
- Millennium Falcon: Smugglers Run (2019) - Chewbecca

## Palmarès
- Campione NIT (2009)